# Mahanoro (district)
Mahanoro is een district van Madagaskar in de regio Atsinanana. Het district telt 225.954 inwoners (2011) en heeft een oppervlakte van 3.968 km², verdeeld over 11 gemeentes. De hoofdplaats is Mahanoro.

## Demografie
| Jaar | Inwoneraantal |
| ---- | ------------- |
| 1993 | 162.845       |
| 2000 | 205.331       |
| 2005 | 241.005       |
| 2007 | 257.174       |
| 2011 | 225.954       |